# Rahman
Rahman bzw. ar-Rahman (geschrieben auch al Rahman) ist ein arabischer Familienname.

## Herkunft und Bedeutung
ar-Rahmān (arabisch الرحمان, DMG ar-Raḥmān ‚der Erbarmer‘, im Koran: الرحمن) ist einer der 99 Namen Gottes im Islam sowie der Titel der 55. Sure des Korans. Das Wort gehört zur Wurzel رَحِم, DMG raḥima ‚Erbarmen haben, gnädig sein‘.

## Namensträger
- A. R. Rahman (* 1966), indischer Komponist
- Aamer Rahman (* 1982), australischer Komiker und Aktivist
- Aarif Rahman (* 1987), Hongkonger Schauspieler und Sänger
- Abdur Rahman Khan (1844–1901), Emir von Afghanistan
- Abdul Rahman bin Faisal Al Saud (1850–1928), Imam der Wahhabiten
- Abdul Rahman (König) (1895–1960), malaysischer König
- Abdul Rahman (Politiker, 1903) (1903–1990), malaysischer Politiker
- Abdul Rahman (Politiker, 1938) (* 1938), malaysischer Politiker
- Abdul Rahman (Politiker, 1953) (1953–2002), afghanischer Politiker
- Abdul Rahman (Politiker, 1959) (* 1959), indischer Politiker
- Abdul Rahman (Konvertit) (* 1965), afghanischer Konvertit
- Abdul Rahman (Cricketspieler, 1970) (* 1970), pakistanischer Cricketspieler und -trainer
- Abdul Rahman (Fußballspieler, 1988) (* 1988), indonesischer Fußballspieler
- Abdul Rahman (Cricketspieler, 2001) (* 2001), afghanischer Cricketspieler
- Abdur Rahman Khan (1844–1901), Emir von Afghanistan
- Abdur Rahman Khan (Diplomat) (1908–1970), pakistanischer Diplomat
- Al-Qaasimy Rahman (* 1992), singapurischer Fußballspieler
- Amin Abdel Rahman (* 1941), ägyptischer Wasserballspieler
- Andaleeve Rahman (* 1974), bangladeschischer Politiker
- Andrew Rahman (* 1973), bermudischer Fußballspieler
- Aneesur Rahman (1927–1987), indischer Physiker
- Anisur Rahman Zico (* 1997), bangladeschischer Fußballtorhüter
- Ataur Rahman Khan (1905–1991), bangladeschischer Politiker
- Atijah Abd al Rahman († 2011), libysches Al-Qaida-Mitglied
- Atta-ur-Rahman (1942), indischer Chemiker und Politiker
- Azizi Rahman (* 2000), singapurischer Fußballspieler
- Baba Rahman (* 1994), ghanaischer Fußballspieler
- Bazlur Mohamed Rahman (* 1959), bengalischer Schwimmer
- Faisal Rahman (* 1969), bangladeschischer Tennisspieler
- Fatallah Abdel Rahman (* 1915), ägyptischer Fechter
- Fathi Ali Abdel Rahman (* 1932), ägyptischer Boxer
- Fazlur Rahman (1919–1988), pakistanischer Philosoph
- Hasim Rahman (* 1972), US-amerikanischer Boxer
- Hakim Syed Zillur Rahman (* 1940), indischer Mediziner und Hochschullehrer
- Hira-Lal Rahman (* 1971), bangladeschischer Tennisspieler
- Hussam Abdul Rahman (* 1954), jordanischer Sportschütze
- Ibrahim Abdel Rahman (* 1940), ägyptischer Wasserballspieler
- Ibrahim Helmi Abdel-Rahman (1919–1998), ägyptischer Astrophysiker und Manager
- Idris Rahman (* 1976), britischer Jazzmusiker
- Imranur Rahman (* 1993), britisch-bangladeschischer Sprinter
- Jamal Rashid Rahman (* 1988), bahrainischer Fußballspieler
- Joy Rahman (1949–2014), bangladeschisch-schwedischer Pfleger und Justizopfer
- Karar Rahman (* 1975), bangladeschischer Schwimmer
- Khaled Abdel Rahman (* 1957), ägyptischer Wasserballspieler
- Kiria Tikanah Abdul Rahman (* 2000), singapurische Fechterin
- Lutfur Rahman (* 1965), britischer Rechtsanwalt und Politiker
- Mahbubur Rahman (General) (* 1939), bangladeschischer Generalleutnant und Politiker (BNP); Chief of Army Staff
- Mahbubur Rahman (Politiker) (1940–2021), bangladeschischer Politiker (BNP) und Jurist; Bildungs- und Religionsminister
- Mahdi Abdul-Rahman (1942–2011), US-amerikanischer Basketballspieler und -trainer
- Mahfuzur Rahman (Leichtathlet, 1988) (* 1988), bangladeschischer Hürdenläufer
- Mahfuzur Rahman (Leichtathlet, 2000) (* 2000), bangladeschischer Hochspringer
- Mahtabur Rahman (* 1958), bangladeschischer Tennisspieler
- Maksudur Rahman (* 1990), bangladeschischer Fußballtorhüter
- Mizanur Rahman (1981), bangladeschischer Fußballschiedsrichter
- Mohamed Abdel Rahman (1915–1996), ägyptischer Fechter
- Mohamed Abdul Rahman, bahrainischer Sportschütze
- Mohammad Mahfizur Rahman (* 1993), bangladeschischer Schwimmer
- Mohammed Nod Rahman (* 1980), singapurischer Fußballspieler
- Mojibur Rahman Jony (* 2005), bangladeschischer Fußballspieler
- Monira Rahman (* 1966), bangladeschische Menschenrechtlerin
- Muhammad Azwan Rahman (* 1992), bruneiischer Fußballspieler
- Muhammad Habibur Rahman (1928–2014), bangladeschischer Jurist
- Mujeeb Ur Rahman (* 2001), afghanischer Cricketspieler
- Mujibur Rahman (1920–1975), bangladeschischer Politiker
- Mukhesur Rahman (* 1970), bangladeschischer Schwimmer
- Mustafizur Rahman (* 1995), bangladeschischer Cricketspieler
- Noh Rahman (* 1980), singapurischer Fußballspieler
- Olli Rahman (* 1975), ghanaischer Fußballspieler
- Qamar Rahman (* 1944), indische Biochemikerin
- Raihan Rahman (* 1991), singapurischer Fußballspieler
- Rizia Rahman (1939–2019), bengalische Autorin
- Sabbir Rahman (* 1988), bangladeschischer Cricketspieler
- Saifur Rahman (1932–2009), bangladeschischer Politiker
- Sameh Abdel Rahman (* 1943), ägyptischer Fechter
- Shahrulrizal Rahman (* 1977), bruneiischer Fußballspieler
- Shamsur Rahman (1929–2006), bengalischer Dichter, Journalist und Bürgerrechtler
- Siamand Rahman (1988–2020), iranischer Gewichtheber
- Siddikur Rahman (* 1984), bangladeschischer Golfer
- Sohel Rana (* 1995); bangladeschischer Fußballspieler
- Suffian Rahman (1978–2019), malayischer Fußballspieler
- Suleman Abdul Rahman (* 1942), äthiopischer Radrennfahrer
- Tahmina Rahman, bangladeschische Menschenrechtlerin
- Yasser Abdel Rahman Sakr (* 1977), ägyptischer Ringer
- Zambrose Abdul Rahman (* 1944), malaysischer Leichtathlet
- Ziaur Rahman (1936–1981), bangladeschischer Politiker, Präsident 1976 bis 1981
- Ziaur Rahman (Schachspieler) (1974–2024), bangladeschischer Schachspieler
- Zillur Rahman (1929–2013), bangladeschischer Politiker, Präsident seit 2009
- Zoe Rahman (* 1971), britische Jazzmusikerin

### Abd ar-Rahman
- Abd ar-Rahman (Militär) († 732), maurischer Heerführer
- Abd ar-Rahman I. (731–788), Emir von Córdoba von 756 bis 788
- Abd ar-Rahman II. (792–852), Emir von Córdoba von 822 bis 852
- Abd ar-Rahman III. (889–961), Kalif von Córdoba von 912 bis 961
- Abd ar-Rahman as-Sufi (903–986), persischer Astronom
- Abū ʿAbd ar-Rahmān as-Sulamī (936–1021), persischer Mystiker des Sufismus
- Abd ar-Rahman Sanchuelo (um 983–1009), Reichsverweser im Kalifat von Córdoba
- Abd ar-Rahman IV. († 1018), Kalif von Córdoba
- Abd ar-Rahman V. (1001–1024), Kalif von Córdoba
- Abd ar-Rahman al-Bazzaz (1913–1973), irakischer Politiker
- Abd ar-Rahman Arif (1916–2007), irakischer Politiker, Staatspräsident 1966 bis 1968
- Abd ar-Rahman al-Dschabarti (um 1753–1825), somalisch-ägyptischer Gelehrter und Historiker
- Abd ar-Rahman ibn Abd al-Aziz (1931–2017), saudi-arabischer Politiker
- Abd ar-Rahman Munif (1933–2004), arabischer Schriftsteller
- Abd ar-Rahman ibn Hamad al-Attiyya (* 1950), katarischer Politiker
- Abd-ar-Rahman Ahmad Ali Tur († 2004), Politiker, Präsident von Somaliland 1991 bis 1993
- Abu Abdul-Rahman (al-Iraqi; † 2006), irakisch-kanadischer geistlicher Berater von Abū Musʿab az-Zarqāwī
- Aischa Abd ar-Rahman (1913–1998), ägyptische Schriftstellerin und Literaturwissenschaftlerin
- Al-Hurr ibn Abd ar-Rahman, Statthalter von Andalusien
- Mulai Abd ar-Rahman (1778–1859), Sultan der Alawiden in Marokko
- Ra’uf Raschid Abd ar-Rahman (* 1941), irakischer Richter
- Taha Abd ar-Rahman (* 1944), marokkanischer Philosoph und Theologe
- Umar Abd ar-Rahman (1938–2017), auch Omar Abdel Rahman, ägyptischer Kleriker

### Abdul Rahman
- Abdur Rahman Khan (1844–1901), Emir von Afghanistan
- Abdul Rahman bin Faisal Al Saud (1850–1928), Imam der Wahhabiten
- Abdul Rahman (König) (1895–1960), malaysischer König
- Abdul Rahman (Politiker, 1903) (1903–1990), malaysischer Politiker
- Abdul Rahman (Politiker, 1938) (* 1938), malaysischer Politiker
- Abdul Rahman (Politiker, 1953) (1953–2002), afghanischer Politiker
- Abdul Rahman (Politiker, 1959) (* 1959), indischer Politiker
- Abdul Rahman (Konvertit) (* 1965), afghanischer Konvertit
- Abdul Rahman (Cricketspieler, 1970) (* 1970), pakistanischer Cricketspieler und -trainer
- Abdul Rahman (Fußballspieler, 1988) (* 1988), indonesischer Fußballspieler
- Abdul Rahman (Cricketspieler, 2001) (* 2001), afghanischer Cricketspieler

## Orte
- Rahman (Tulcea), Dorf im Kreis Tulcea (Rumänien)